# La Zaïroise
La Zaïroise was het volkslied van het voormalige Zaïre, het land dat nu de Democratische Republiek Congo heet. De tekst werd geschreven door priester-Jezuïet Simon-Pierre Boka, de muziek gecomponeerd door Joseph Lutumba. Het lied ontstond in 1971 toen het land van naam veranderde onder impuls van de Authenticité-ideologie. Het werd in 1972 in gebruik genomen en werd in 1997 vervangen door Debout Congolais, eveneens geschreven door Boka en Lutumba.

## Franse tekst
Zaïrois dans la paix retrouvée 

Peuple uni, nous sommes Zaïrois
 
En avant, fiers et plein de dignité
 
Peuple grand, peuple libre à jamais 

Tricolore, enflammez-nous du feu sacré 

Pour bâtir notre pays toujours plus beau 

Autour d’un fleuve, majesté 

Autour d’un fleuve, majesté 

Tricolore, au vent ravive l’idéal 

Qui nous relie aux aïeux à nos enfants
 
Paix, Justice et Travail 

Paix, Justice et Travail 

## Vertaling[2]
Zaïrezen, in de herwonnen vrede,

Verenigd volk, wij zijn Zaïrees;

Voorwaarts, trots en vol waardigheid 

Groots volk voor altijd vrij! 

Driekleur, ontsteek in ons het heilig vuur 

Om ons land steeds mooier op te bouwen 

Rond een rivier, een majesteit, 

Rond een rivier, een majesteit.

Driekleur, laat aan de wind het ideaal oplaaien 

dat ons verbindt van voorouder tot kind: 

Vrede, gerechtigheid en werk, 

Vrede, gerechtigheid en werk.